# B in the Mix: The Remixes Vol. 2
B in the Mix: The Remixes Vo. 2는 미국의 가수 브리트니 스피어스의 두 번째 리믹스 앨범이다. 2011년 10월 7일 RCA 레코드를 통해 발매되었다. 브리트니는 2011년 9월 9일 자신의 템블러에 커버 아트와 수록곡을 공개하며 발매를 알렸다. 앨범에는 Blackout (2007), Circus (2008), Femme Fatale (2011)의 수록곡들, 그리고 "3"의 리믹스 버전들이 수록되었다. 리믹스는 카스카드, 티에스토, 베니 베나시 등의 DJ로 활동하고있는 음악가들이 맡아 진행했다. 음악은 팝 음악 뿐만 아니라 댄스 팝, 팝 록 등의 장르들을 수용했다.
앨범은 비평가들에게 혼합된 평가를 받았다. B in the Mix: The Remixes Vol. 2는 캐나다, 영국, 프랑스, 미국 등지 나라 차트에 진입했고, 한국 가온 차트에서는 2위까지 진입했다. 또한 미국 빌보드 댄스/일렉트로닉 앨범 차트에서 1위를 했다.

## 수록곡
1. Criminal [Radio Mix] Amber, Martin, Shellback 3:45
2. Gimme More [Kaskade Club Mix] Araica, Hills, Hilson, Washington 6:08
3. Piece of Me [Tiësto Club Mix] Ahlund, Karlsson, Winnberg 7:54
4. Radar [Tonal Club Remix] Jonback, Karlsson, Lewis, Muhammad… 4:56
5. Womanizer [Benny Benassi Extended] Akinyemi, Briscoe 6:17
6. Circus [Linus Loves Remix] Gottwald, Kelly, Levin 4:39
7. If U Seek Amy [U-Tern Remix] Kotecha, Kronlund, Martin, Shellback 6:11
8. 3 [Manhattan Clique Club Remix] Amber, Martin, Shellback 5:40
9. Till the World Ends [Alex Suarez Club Remix] Gottwald, Kronlund, Martin, Sebert 5:19
10. I Wanna Go [Gareth Emery Remix] Kotecha, Martin, Shellback 5:25